# Lee Tae-hee (cầu thủ bóng đá, sinh 1995)
Đây là một tên người Triều Tiên, họ là Kim.
Lee Tae-hee (sinh ngày 26 tháng 4 năm 1995) là một cầu thủ bóng đá Hàn Quốc thi đấu cho Incheon United.